# Lambertianine C
La lambertianine C est un ellagitanin. La molécule est un trimère de la casuarictine avec des liaisons esters entre les groupes d'acide sanguisorbique et de glucose.
Elle est trouvée dans diverses plantes du genre Rubus (Rubus lambertianus, Rubus chamaemorus, Rubus idaeus).
Le composé contribue à la capacité antioxydante de la framboise.